# أليوشين بافلو فيدوتوفيتش
أليوشين بافلو فيدوتوفيتش (مهندس معماري ومعلم سوفيتي أوكراني، عضو كامل في أكاديمية العمارة في جمهورية أوكرانيا الاشتراكية السوفياتية (1945-1958)، عضو فخري في أكاديمية البناء والعمارة في جمهورية أوكرانيا الاشتراكية السوفياتية (منذ 1958)، حصل على دكتوراه في الهندسة المعمارية (منذ 1946). هو صاحب فكرة بناء أكثر من عشر روائع معمارية، خاصة في أسلوب المدرسة الروسية والسوفياتية الكلاسيكية للهندسة المعمارية والحداثة والبناء.

## بدايه حياته
ولد في كييف. كان جد أليوشين الأقنان الحرفي من مقاطعة كورسك، والده نجار بسيط أصبح خلال سنوات "حمى البناء" رجل مدفعية ثم مقاولاً فيما بعد.
عام 1899، تلقى تعليمه الثانوي. لبعض الوقت درس في مدرسة الفنون ميكولا موراشكا. عام 1904، تخرج من معهد المهندسين المدنيين في سانت بطرسبرغ بجائزة أفضل مشروع معماري، وجائزة أفضل تقرير، ولقب مهندس مدني. كان من بين أساتذته المهندس المعماري أولكسندر كراسوفسكي والمؤرخ المعماري آي. ميخايلوفسكي.
عام 1917، تخرج من أكاديمية الفنون في بتروغراد بلقب فنان مهندس معماري، ودرس في ورش عمل هيرونيم كيتنر وليونتيوس بينوا.
لغرض دراسة العمارة وتحسينها في أعوام 1900 و1902 و1908 و1911 و1917 زار ألمانيا وفرنسا وبريطانيا العظمى والنمسا والمجر وسويسرا وتركيا واليونان وإيطاليا والنرويج.
درس في معهد كييف المعماري لاحقًا - معهد كييف للفنون (1923-1930). هو أحد مؤسسي وأساتذة المعاهد المعمارية والفنية في كييف. أشهر طلاب اليوشين - فولوديمير زابولوتني، بترو يورتشينكو، جورجي فولوشينوف ويوسيب كاراكيس، أولكسندر كوليسنيشينكو، ياكوف شتاينبرغ، إلخ.

## الإبداع المبكر
عمل في بناء جمعية التجارة والصناعة لـ بازانوف و شارع شوفالدينا " ماراتا، 72 عامًا في سان بطرسبرج في 1906-1909. قام بتصميم قصر كوفاليفسكي في شارع بيليب أورليك، 1/15 في كييف في 1911-1913. منزل في الشارع. أوليسيا هونشارا، 74 عامًا في كييف (1909-1910) بناء على عنوان الشارع فينوغرادنا، 5 في كييف(1912-1914).
سبقت الأحداث المأساوية تصميم وبناء مبنى المتحف التربوي، أشهر مبنى في أليوشين. تم حظر بناء قاعة الشعب. ولكن بفضل دعم سيميون موغيليفتسيف، أحد فاعلي الخير المعروفين في كييف والذي قدم 500000 روبل، لم يضيع عمل المهندس المعماري. قرر موغيليفتسيف بناء "متحف تربوي" بدلاً من قاعة محاضرات عامة "خطيرة".

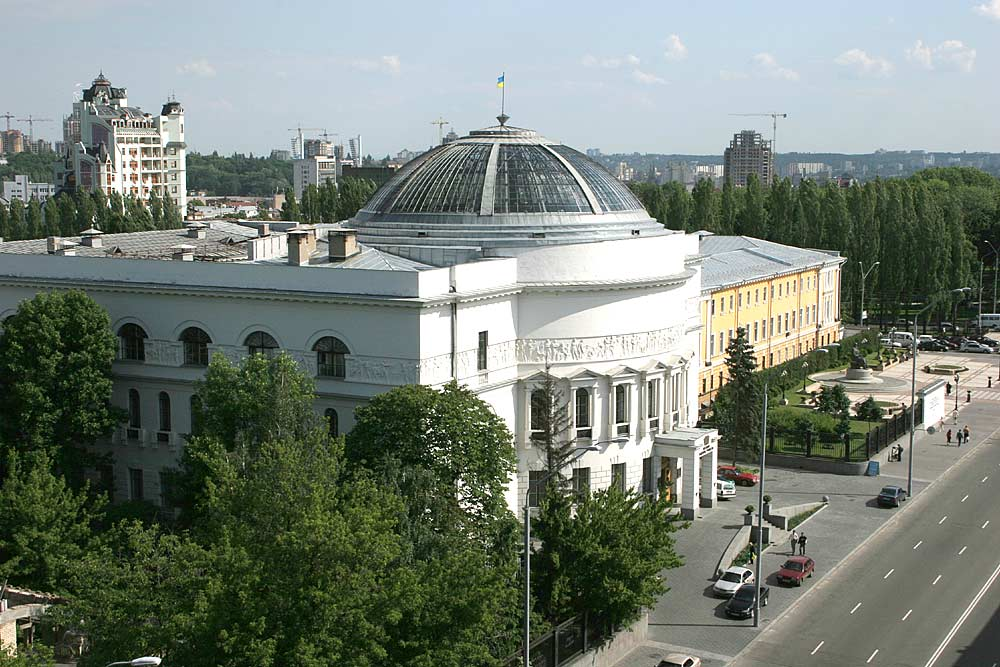
المتحف التربوي في كييف

ارضاءت الفكرة للجهات واستمر العمل. نظرًا لحقيقة أن تأسيس المتحف تم في 30 يونيو 1910، في عيد ميلاد الوريث أوليكسي، فقد تم تسميته على شرف تساريفيتش أوليكسي. بناءً على طلب موغيليفتسيف، الذي كان جده عبدًا، كان من المقرر افتتاح المتحف خلال الاحتفال بالذكرى الخمسين لإلغاء القنانة. تمت إدارة البناء من قبل المقاول المعروف في كييف ليف جينزبورغ، وتم الانتهاء من جميع الأعمال في غضون عام. تم افتتاح المتحف في 28 سبتمبر 1911. قبل ذلك التاريخ، صنع صائغ كييف الشهير يوسيب مارشاك نموذجًا فضيًا للمبنى، وهو معروض الآن في المتحف الوطني لتاريخ أوكرانيا.
هزيمته في مسابقة عموم روسيا لبناء مقاطعة زيمستفو. فولوديميرسكا، 33 عامًا في كييف، تم تقييم أليوشين على أنه دافع لتحول جديد في سيرته الذاتية الإبداعية. قرر التغلب على نقص المعرفة الفنية (الذي اعتبره سبب الفشل) من خلال الدراسة في الأكاديمية الإمبراطورية للفنون في سانت بطرسبرغ، تحت إشراف البروفيسور ليونتيوس بينوا، وبالتالي إضافة لقب المهندس المعماري إلى لقب مهندس مدني. عام 1914، أصبح طالبًا مرة أخرى.
مبنى صالة أولجينا للألعاب الرياضية السابقة للفتيات هو الآن مؤسسات الأكاديمية الوطنية للعلوم في أوكرانيا، 1914-1917. عام 1917، قام مع البروفيسور هريهوري دوبيلير بتصميم مخطط حديقة المنتجع "كومبيريا" في شبه جزيرة القرم، مربع. حوالي 100 فدان. في 1917-1918، طور مع البروفيسور دوبلير مشروع تخطيط مدينة مورمانسك.

## الفترة السوفيتية

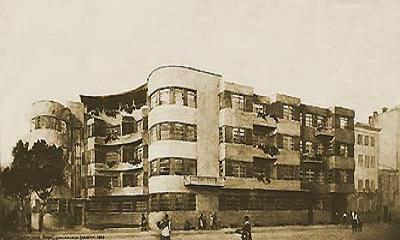
أول مبنى سكني للطبيب في كييف

- في 1917-1920، شارك في إعادة الإعمار الجزئي لمدينة كييف.
- منذ 20 يوليو 1918 إلى 4 أغسطس 1920، كان المهندس الرئيسي لمدينة كييف.
- 2 ديسمبر 1920 - مجلس إعادة تنظيم معهد البوليتكنيك في كييف، المهنة في قسم "تاريخ ونظرية العمارة".
- في 1921-1922، طور 15 مشروعًا لبناء مدرسة عمل موحدة لقرى مقاطعة كييف.
- عام 1923، طور مشروع بناء لعمال محطة تربية ميرونيفكا.
- من 1 يونيو 1922 إلى 1 نوفمبر 1924، شغل منصب مهندس مقاطعة كييف.
- عام 1923، أصبح أستاذاً في معهد كييف للهندسة المعمارية.
- عام 1924، بناءً على تعليمات من اللجنة التنفيذية الإقليمية، طور مشروع قصر العمل للعمال والفلاحين في مدينة كييف.
- عام 1924، طور مع طلابه مشروعًا مسرحيًا لمدينة روستوف أون دون. فاز بالجائزة الخامسة.
- عام 1927، طور مع البروفيسور أولكسندر فيربيتسكي مشروعين لمحطة الركاب في محطة كييف باساجيرسكي. فاز المشروع بجوائز.
- أول مبنى سكني للطبيب، 1928-1930.
- عام 1928، تم تطوير مشروع القصر الحكومي لخاركيف بمشاركة فولوديمير زابولوتني وبيتر يورتشينكو (الجائزة الخامسة).
- عام 1929، قام مع هيورهي فولوشينوف ويوسيب كاراكيس بتطوير مشروع لبناء مدرسة نموذجية في كييف لـ 18 فصلًا.
- عام 1930-1931، طور مشروع تخطيط مدينة لـ 113000 شخص لقرية- "نوفي خاركيف" المدينة الاجتماعية.
- المبنى الثاني لـ "الطبيب السوفيتي"، 1932-1935 (بالاشتراك مع أولكسندر كولسنشينكو).
- المبنى الثاني للأكاديمية 1934-1935.
- عام 1934، شارك في مسابقة مشروع مجمع المركز الحكومي في كييف (رئيس الفريق الإبداعي).
- عام 1934، تم تطوير مشروع نيابة عن أكاديمية العلوم في جمهورية أوكرانيا الاشتراكية السوفياتية للحديقة النباتية الجديدة في كييف في هولوسيف.
- بيت دفاع عموم الاتحاد، 1934-1935. (مع أولكسندر كوليسنيشينكو).
- إعادة بناء فندق جراند هوتيل، 1934-1936 (بالاشتراك مع أولكسندر كوليسنيشينكو).
- بيت الرواد، 1934-1935، بالاشتراك مع أولغا أليوشينا.
- معهد الفيزياء التابع لأكاديمية العلوم في جمهورية أوكرانيا الاشتراكية السوفياتية، 1935-1936.
- معهد الجيولوجيا، 1937-1937.
- عام 1937، تم اتخاذ قرار بإنشاء فرع أوكراني لمتحف لينين في كييف.
- عام 1939، تم تطوير مشروع تخطيط لمتحف لينين في كييف.
- عام 1944، بدأ إعادة بناء قصر ماريانسكي للجنة المركزية للحزب الشيوعي (ب) (المهندسين المعماريين فرانشيسكو بارتولوميو راستريللي وكارل ماجيفسكي). استمر عام 1949.
- عام 1944 - مشروع إعادة إعمار المبنى الرئيسي جامعة تاراس شفتشينكو الوطنية في كييف التي سميت بأسم ت. ج. شيفتشينكو. هو أستاذ معهد كييف للفنون. عام 1945 - القائم بأعمال مدير معهد إعادة إعمار المدن والقرى في أوكرانيا. عام 1945، مُنحت الجائزة الثانية للمشروع التنافسي لإعادة إعمار خريشاتيك (بمشاركة أولكسندر كوليسنيشينكو).
- عضو نشط في أكاديمية العمارة في جمهورية أوكرانيا الاشتراكية السوفياتية، وعضو هيئة الرئاسة ونائب رئيس أكاديمية الهندسة المعمارية في جمهورية أوكرانيا الاشتراكية السوفياتية.
- عام 1952 - مشروع تنافسي لمحطة مترو "كييفسكا كيلتسيفا" في موسكو. بمناسبة الذكرى المئوية لميلاد (التاريخ الذي تم إدخاله في تقويم اليونسكو) في المبنى رقم. 17 في شارع فيليكا زيتوميرسكا، حيث عاش المهندس المعماري، تم تركيب لوحة تذكارية.

## البنايات

### المباني السكنية
- بناء مربح على الشارع أوليسيا هونشارا، 74 عامًا في كييف - 1909-1910.
- ملكية كوفاليفسكي في الشارع بيليبا أورليكا، 1/15 في كييف - 1911-1913.
- بناء مربح على الشارع فولوديميرسكا، 19 عامًا في كييف (غير محفوظ) - 1914.
- اول مبنى سكنى للطبيب في الشارع فيليكا جيتوميرسكا، 17 سنة في كييف - 1928-1930.

### المباني العامة
- متحف أليكسي تسارفيتش التربوي
- مبنى صالة أولجينا للألعاب الرياضية في الشارع بوهدان خميلنيتسكي، 15 سنة في كييف - 1909-1914.
- 15 مشروع مباني مدرسية لقرى منطقة كييف (تم بناء بعضها) - 1921-1922.
- مجمع محطة التربية في ميرونيفكا، منطقة كييف - عام 1923.
- مبنى المدرسة النموذجية لا 71 في العابرة. 10 شارع بوليفوي في كييف (مع هيورهي فولوشينوف ويوسيب كاراكيس) - 1929.
- إعادة بناء فنادق "إنتوريست"، "كونتيننتال" في كييف - 1932.
- إعادة بناء جامعة كييف سميت بعد ت. ج. شيفتشينكو في كييف - 1944.
- إعادة بناء قصر ماريانسكي في كييف - 1944.

## مسابقات معمارية
- مسابقة لبناء مدرسة نموذجية للصف الرابع بالشارع. ياروسلافيف فال، 40 عامًا في كييف (الجائزة الأولى. بنيت وفقًا لمشروع المهندس المعماري بافيل هولاندسكي، وهو الآن معهد فنون المسرح) - 1903.
- مشروع مسابقة لبناء مدرسة حقيقية لمدينة فياتكا (بالاشتراك مع ب.و.كونيتسكي) - 1905.
- مشروع مسابقة مبنى المدرسة التجارية بكازان (الجائزة الرابعة) - 1906.
- مشروع المنافسة لمبنى صالة للألعاب الرياضية في يكاترينبورغ (بالاشتراك مع و.كونيتسكي) - 1909.
- مشروع مسابقة لأربعة مباني مدرسية لمدن مختلفة في روسيا (الجائزة الثانية) - 1909.
- مشروع مسابقة لواجهة مكتبة كييف العامة في كييف - 1909.
- مسابقة لمشروع بناء مقاطعة زامستوفو في كييف (فاز بالمركز الأول مشروع أكاديمي الهندسة المعمارية فلاديمير شوكو. الآن مبنى SBU) - 1913.
- مسابقة مشروع تخطيط مدينة الحدائق "بتروغراد الخضراء" (الجائزة الثالثة) - 1917.
- مسابقة لمشروع مسرحي في روستوف-نا-دونو (مع الطلاب، الجائزة الخامسة) - 1924.
- مسابقة لمشروع واجهة محطة السكك الحديدية في كييف (بالاشتراك مع أولكسندر فيربيتسكي، الجائزة الأولى والثانية) - عام 1927.
- مسابقة لمشروع القصر الحكومي في خاركيف (بالاشتراك مع فولوديمير زابولوتني و بيوتر يورتشينكو، الجائزة الخامسة)
- مسابقة لتصميم وبناء مدرسة نموذجية في كييف (مع جورجي فولوشينوف ويوسيب كاراكيس، الجائزة الأولى) - 1928.
- مسابقات لمشروع مجمع المركز الحكومي في كييف (رئيس الفريق الإبداعي) - 1935-1937.
- مشروع مسابقة لإعادة إعمار خريشاتيك في كييف (بمشاركة أولكسندر كوليسنيشينكو، الجائزة الثانية) - عام 1945.
- مشروع المنافسة لمحطة مترو "كييفسكا-كيلتسيفا" في موسكو - 1952.

## الحقائق
- زوجة المهندس المعماري هي أولغا فيدوريفنا، التي التقى بها في منزل والدها في بوتشا.

## الوفاة
توفي في 7 أكتوبر 1961، في كييف بعد إصابته بجلطة دماغية ودفن في مقبرة لوكيانيف. تم دفنه في كييف في مقبرة لوكيانيفسكي (قطعة رقم 15، الصف 3، مكان 54-1؛ شاهدة من الجرانيت الرمادي مع نقش بارز، صورة طبق الأصل للتوقيع؛ النحاتون فلوريان كوتسيوبينسكي، زانفي كوزنتسوف، المهندس المعماري أناتولي إيجناشينكو).
دفنت عائلته بجانبه: حفيدة فيكتوريا رماليس أليوشينا (1946-1947)؛ ابنة أولغا أليوشينا (1914- 1984)؛ زوجة أولغا فيدوريفنا أليوشينا (1893-1979)؛ ابنة أوكسانا بافليفنا أليوشينا (1912-1928)؛ صهر، زوج أولغا، رماليس إيمانويل أبراموفيتش (1908-1977).